# Спортивна гімнастика на літніх Олімпійських іграх 2020 — колода (жінки)
Змагання зі спортивної гімнастики на колоді серед жінок на літніх Олімпійських іграх 2020 відбудуться 3 серпня 2021 року в Гімнастичному центрі Аріаке. 

## Формат змагань
Гімнастки, що посіли перші 8 місць у цій вправі у кваліфікаційному раунді (але щонайбільше 2 від НОК) виходять до фіналу. У фіналі вони знову мають виконати цю вправу, а оцінки кваліфікаційного раунду не враховуються.

## Розклад
Змагання відбуваються впродовж двох окремих днів.
Вказано Японський стандартний час (UTC+9)
| Дата                    | Час                           | Раунд                 |
| ----------------------- | ----------------------------- | --------------------- |
| Неділя, 25 липня 2021   | 10:00 11:50 15:10 17:05 20:20 | Кваліфікаційний раунд |
| Вівторок, 3 серпня 2021 | 17:50                         | Фінал                 |

## Результати

### Кваліфікація
| Місце | Гімнастка                           | Оц. скл. | Оц. вик. | Штр. | Загалом | Результати |
| ----- | ----------------------------------- | -------- | -------- | ---- | ------- | ---------- |
| 1     | Ґуань Ченьчень (CHN)                | 6.9      | 8.033    |      | 14.933  | Q          |
| 2     | Танг Ксіджин (CHN)                  | 6.2      | 8.133    |      | 14.333  | Q          |
| 3     | Суніса Лі (USA)                     | 6.2      | 8.000    |      | 14.200  | Q          |
| 4     | Ларіса Йордаке (ROU)                | 6.2      | 7.933    |      | 14.133  | Q          |
| 5     | Лу Юфей (CHN)                       | 6.0      | 8.100    |      | 14.100  | –          |
| 6     | Еллі Блек (CAN)                     | 6.3      | 7.800    |      | 14.100  | Q          |
| 7     | Сімона Байлс (USA)                  | 6.5      | 7.566    |      | 14.066  | Q          |
| 8     | Уразова Владислава Сергіївна (ROC)  | 5.8      | 8.200    |      | 14.000  | Q          |
| 9     | Флавія Сарайва (BRA)                | 5.9      | 8.066    |      | 13.966  | Q          |
| 10    | Чжан Цзинь (CHN)                    | 6.0      | 7.966    |      | 13.966  | –          |
| 11    | Оу Юйшань (CHN)                     | 5.9      | 8.033    |      | 13.933  | –          |
| 12    | Урара Ашікава (JPN)                 | 5.9      | 8.000    |      | 13.900  | R1         |
| 13    | Лістунова Вікторія Вікторівна (ROC) | 5.6      | 8.266    |      | 13.866  | R2         |
| 14    | Санне Веверс (NED)                  | 5.8      | 8.066    |      | 13.866  | R3         |

Резервістки
Резервістки на фінал на колоді серед жінок:
1. Урара Ашікава (JPN)
2. Лістунова Вікторія Вікторівна (ROC)
3. Санне Веверс (NED)

Спортсменки, яких викреслили з фіналу через правило не більш як дві гімнастки від однієї країни:
- Лу Юфей (CHN)

### Фінал
| Місце | Гімнастка                          | Оц. скл. | Оц. вик. | Штр. | Загалом |
| ----- | ---------------------------------- | -------- | -------- | ---- | ------- |
| 1     | Ґуань Ченьчень (CHN)               | 6.6      | 8.033    |      | 14.633  |
| 2     | Танг Ксіджин (CHN)                 | 6.0      | 8.233    |      | 14.233  |
| 3     | Сімона Байлс (USA)                 | 6.1      | 7.900    |      | 14.000  |
| 4     | Еллі Блек (CAN)                    | 6.2      | 7.666    |      | 13.866  |
| 5     | Суніса Лі (USA)                    | 6.4      | 7.466    |      | 13.866  |
| 6     | Урара Ашікава (JPN)                | 5.9      | 7.833    |      | 13.733  |
| 7     | Флавія Сарайва (BRA)               | 5.7      | 7.433    |      | 13.133  |
| 8     | Уразова Владислава Сергіївна (ROC) | 5.0      | 7.733    |      | 12.733  |